# Хипоцитратурија
Хипоцитратурија је поремећај у коме је излучивање цитрата из организма мање од 1,7 mmol на дан. Цитрат је органски анјон који представља интермедијални продукт метаболизма свих ћелија у организму. Јавља се у приближно 50% болесника са калцијумским каменцима у мокраћном систему.

## Етиологија
Код већине болесника узрок хипоцитратурије је непознат. Као могући и основни узрок хипоцитратурије наводи се ацидоза или ретенција киселина. Ови механизми су одговорни за хитоцитратурију::
- Дистална бубрежна ацидоза
- Хронична дијареја (пролив)
- Хипокалемија узрокована тиазидима
- Стања после дуготрајне физчке активности (лактатна ацидоза)
- Инфекција мокраћних путева

Хипоцитратурија може бити и последица великог уноса натријума, храном или инфузијама што доводи до метаболичке ацидозе и редукције екскреције цитрата.
Обилан унос протеина животињског порекла може допринети оптерећењу киселим продуктима чиме се снижава екскреција цитрата..

## Патофизиологија
Као инхибитор кристализације цитрат са калцијумом ствара растворљиво једињење и спречава везивање калцијума са фосфатима и оксалатима
Цитрат доспева гломеруларном филтрацијом у проксимални тубул бубрега где се 75% његове количине реапсорбује на нивоу проксималних тубула бубрега. 
Цитрат се секретује као нормалан састојак мокраће у количини до 3 mmol на дан.
Механизам инхибиторног дејства цитрата састоји се у везивању јона (калцијума) тако да се 70% калцијума (Ca) у мокраћи искључује из кристализације или инхибира нуклеација кристала калцијум-оксалата и калцијум-фосфата.